# Villarrica (sopka)
Villarrica (2847 m n. m.) je aktivní sopka, nacházející se v chilském regionu Araucanía sousedícím s Argentinou. V jazyce domorodých obyvatel se nazývá Rucapillán což znamená přibližně „dům duchů“. Je jedním z nejaktivnějších stratovulkánů v této části And, je součástí národního parku Villarrica a je jedním z nejznámějších a nejnavštěvovanějších turistických cílů v Chile. Sopka se tyčí nad stejnojmenným jezerem a městem.
Villarrica leží na starší, pozdněpleistocenní kaldeře o průměru přibližně 6 km. Další, 2 km široká kaldera leží v jejím nitru. Villarrica je tvořena čediči a andezity. Její svahy jsou posety různými troskovými kužely. Vrchol je pokryt trvalým ledem, což zmnohonásobuje výskyt laharů a bahnotoků.

## Erupce

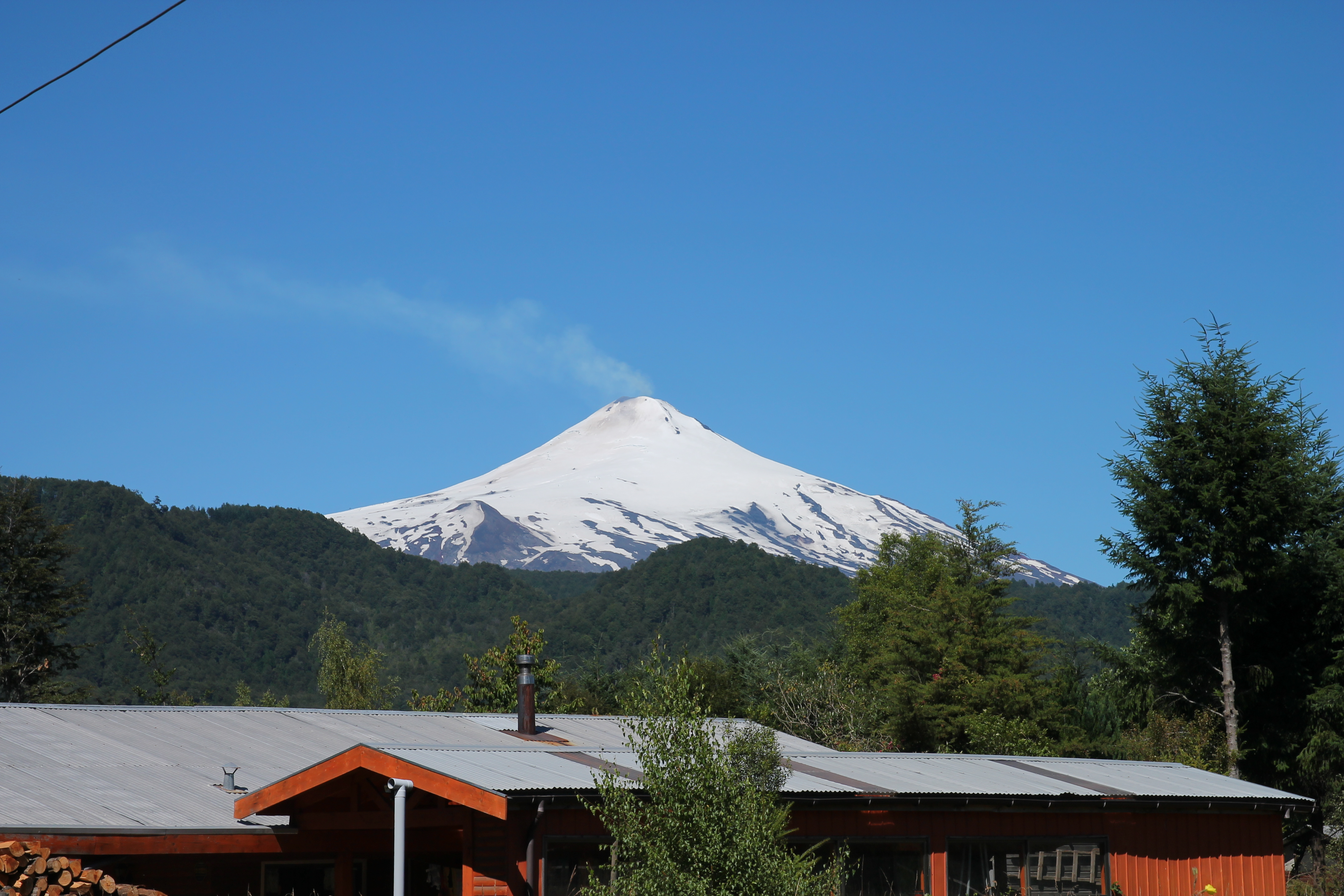
Dýmající sopka z Llafenca, Pucón

Od první doložené erupce v roce 1558 bylo zaznamenáno více než 50 erupcí, některé z nich byly erupcemi pliniovského typu. V roce 1575 bylo město Villarrica poničeno silným zemětřesením, při kterém zahynulo 350 obyvatel. Další velké erupce následovaly v letech 1640 a 1948. V roce 1964 Villarrica převedla strombolský typ erupce, který byl doprovázen lahary, ty zničily osadu Coñaripe na pobřeží jezera Calafquén. Později byla osada obnovena o něco dále od sopky.
V roce 1971 poničil lahar některé domy, zemědělské plochy a mosty. K větší erupci došlo 3. března 2015 kdy muselo být evakuováno 3600 lidí z okolí sopky.
K poslední erupci došlo 23. března 2015.